# دوجنس‌گراهراسی
دوجنسگراهراسی (به انگلیسی: Biphobia)، هراس، گریز یا ستیز نسبت به افراد دوجنسگرا به عنوان یک گروه اجتماعی یا به عنوان یک فرد است. بای فوبیا مجزا از هموفوبیا یا همجنسگراستیزی است. به گونه‌ای که خود افراد جامعه LGBT نیز ممکن است دوجنسگراهراس باشند. عده‌ای با دوره‌ای خواندن دوجنسگرایی یا مطرح کردن آن به عنوان یک مرحله «گذار» این گرایش جنسی را جدی نمی‌گیرند. از سوی دیگر افراد دگرجنسگرا نیز ممکن است به علت هراس یا نفرت از رابطه دو همجنس، این گروه را طرد کنند.

## تک‌جنسگرایی
تک جنسگرا محوری یا تک جنسگرا هنجاری (Monosexism) در جوامع امروزی نوع نگاهی رایج است. به این معنی است که از دید جامعه، فرد باید تنها به یکی از دو نقطه همجنس یا دگرجنس گرایش داشته باشد. این نگاه غیر طیف انگارانه هم در جامعه دگرباشان جنسی و هم در جامعه دگرجنس‌گرایان موجب نگاهی منفی می‌شود که فرد دوجنس‌گرا را «خودی» نمی‌بیند و از عوامل زمینه ساز بای‌فوبیا است.